# Misumenoides quetzaltocatl
Misumenoides quetzaltocatl là một loài nhện trong họ Thomisidae.
Loài này thuộc chi Misumenoides. Misumenoides quetzaltocatl được Mauricio Jiménez miêu tả năm 1992.